# TEC-9
Intratec TEC-DC9 е полуавтоматичен пистолет, разработен в Швеция в началото на 1980-те години от компанията Interdynamics AB, по-известна с разработките си на експерименталните пушки MKS и MKR. От Швеция оръжието навлиза в САЩ, след като фирмата отваря свое представителство в Маями,Флорида. На оръжейния пазар за граждански нужди фирмата пуснала 25 екземпляра от полуавтоматичния вариант на пистолета, обозначен като KG-9. В средата на 1980-те години американското Бюро по алкохола, тютюна и оръжията отбелязва тенденцията собствениците на KG-9 да го преправят в режим на автоматична стрелба, което, поради наличието на свободен затвор, става сравнително лесно. Впоследствие Бюрото забранява неговото производство. Оръжието е модифицирано и приема обозначение Interdynamic KG-99, което започва да се произвежда от компанията Intratec Firearms Inc в края на 1980-те години. Под обозначението Intratec TEC-9 бившият пистолет KG-99 се продава около година, а след това през 1989 г. е преименуван на Intratec DC-9, тъй като продажбата на TEC-9 е забранена в щата Калифорния, тъй като оръжието е използвано в няколко масови разстрела и престрелки между банди. Под това наименование е продаван свободно до 1994 г., когато е забранен на цялата територия на САЩ. Това кара производителя да пусне на пазара Intratec AB-10, който се отличава от предшественика си с липсата на кожух на ствола и резба в дулната част на ствола, като пълнителя побира 10 патрона. Много скоро собствениците на AB-10 (предимно престъпници) установили, че пълнителите на предходните модели, събиращи 20 и 32 патрона, стават и за този модел.
Пистолетът Intratec DC-9 е създаден на основата на автоматика със свободен затвор. Затворът е цилиндричен, разположен вътре в тръбообразен ствол, представлява едно цяло с перфорирания кожух на ствола. Ръкохватката на затвора разположена вляво и има предохранителна цел – при нейното вдигане в направление към осата на оръжието се блокира затвора и ударника. Пистолетната ръкохватка, спусковата скоба и гърлото на магазина представляват един детайл. Прицелните приспособления са от най-примитивен вид – нерегулируеми и заварени за стволния кожух. Двуредният пълнител побира 10, 20 или 32 патрона, но впоследствие е пуснат в производство и пълнител, побиращ 50 патрона.
TEC-9 е едно от оръжията, спечелили си изключително мрачна слава. Поради ниската си цена, възможността за водене на автоматичен огън и вместимостта на пълнителя, става любимо оръжие на американските бандити и е основен участник в бандитски престрелки, вземайки стотици жертви. През 1999 г. именно това оръжие е използвано в масовото убийство в Колумбайн.
|                  | DC-9                     | AB-10                    |
| ---------------- | ------------------------ | ------------------------ |
| калибър          | 9x19 mm Luger/Parabellum | 9x19 mm Luger/Parabellum |
| Маса без патрони | 1230 g                   | 1260 g                   |
| Дължина          | 24,1 cm                  | 26,6 cm                  |
| Вместимост       | 10, 20, 32 и 50 патрона  | 10, 20, 32 и 50 патрона  |